# Mimudea caecigena
Mimudea caecigena là một loài bướm đêm trong họ Crambidae.